# Municipio de Temozón
El municipio de Temozón es uno de los 106 municipios del estado mexicano de Yucatán. Su cabecera municipal es la localidad homónima de Temozón.

## Toponimia
El nombre del municipio, Temozón, significa en lengua maya sitio del Remolino: de los vocablos Te, que significa aquí y Mozón, remolino.

## Colindancia

Mapa topográfico del municipio.

El municipio de Temozón colinda al norte con Calotmul y Tizimín, al sur con Valladolid, al oriente con Chemax y al occidente con los municipios de Espita y Uayma.

## Datos históricos
La cabecera del municipio de Temozón (“lugar de remolino”), se encuentra ubicada en el territorio que fue, antes de la conquista de Yucatán, cacicazgo de los cupules.
- 1565: se estableció en este sitio la primera encomienda.
- 1918: el pueblo de Temozón, desde su fundación, perteneció al partido de Valladolid y así continuó hasta este año en el que, por decreto del Congreso del Estado, se convirtió en cabecera del municipio de su mismo nombre, separándose definitivamente de Valladolid.
- 1918: el 15 de noviembre fue segregado del municipio de Temozón el pueblo de Yalcobá, anexándose éste al municipio de Valladolid.
- 1926: el 7 de octubre se elevó a la categoría de pueblo la ranchería denominada Xuch, con el nombre de Yodzonot dentro de la jurisdicción municipal de Temozón.

## Economía
Las principales actividades económicas del municipio de Temozón, que está emplazado en la región maicera del estado, están vinculadas con la agricultura y la ganadería. Se cultiva maíz, frijol, sandía, tomate y una variedad de chiles.
Se cría ganado bovino y porcino, así como aves de corral.

## Atractivos turísticos
- Arquitectónicos: El templo de San Román, construido en el siglo XVIII. También el templo de San Antonio de Padua y el Palacio municipal, edificios coloniales.

- Arqueológicos: En el territorio municipal se encuentra la importante zona arqueológica de Ek Balam.

- Fiestas y tradiciones: Para las festividades de todos los Santos y fieles difuntos se acostumbra colocar un altar en el lugar principal de las casas, para ofrecer a los difuntos la comida que más les gustaba y el tradicional Mucbil pollo, acompañado de atole de maíz nuevo, y chocolate batido con agua.

En las fiestas regionales los habitantes bailan las jaranas, haciendo competencias entre los participantes.